# Emotionsgeschichte
Die Emotionsgeschichte (oder auch: Geschichte der Gefühle) hat sich in den 2000er Jahren zu einem neuen Forschungsgebiet der Geschichtswissenschaft entwickelt. Auch wenn es Vorläufer der Emotionsgeschichte gibt – allen voran die histoire des sensibilités eines Lucien Febvre oder die Psychohistory von Peter Gay – knüpft die Emotionsgeschichte methodisch eher an neuere historiographische Ansätze wie die Begriffsgeschichte, den historischen Konstruktivismus sowie die Körpergeschichte an.

## Entwicklung
Ähnlich wie die Emotionssoziologie oder -ethnologie basiert die Emotionsgeschichte auf der Annahme, dass nicht allein der Gefühlsausdruck, sondern auch die Gefühle selbst erlernt werden. Kultur und Geschichte prägen und verändern demnach Gefühle ebenso wie ihren Ausdruck. Die gesellschaftliche Relevanz und Wirkmächtigkeit von Emotionen ist historisch und kulturell variabel. Aus Sicht vieler Emotionshistoriker ist „Emotion“ dementsprechend eine ebenso grundlegende Kategorie von Geschichte wie etwa Klasse, Rasse oder Geschlecht.
Eine Reihe unterschiedlicher methodischer Ansätze wurden in den letzten Jahren diskutiert. Einige Emotionshistoriker beschränken sich unter dem Stichwort emotionology auf die historische Analyse von Gefühlsnormen und -regeln. Insbesondere in jüngster Vergangenheit wurde das methodische Spektrum der Emotionsgeschichte jedoch um performative, konstruktivistische und praxistheoretische Ansätze erweitert. Zu den derzeit grundlegenden methodischen Konzepten gehören emotive, emotionaler Habitus sowie emotionale Praxis. Daneben gibt es eine Reihe von Begriffen, die die unterschiedliche Reichweite und Verbindlichkeit von Gefühlskulturen beschreiben wie etwa emotional community, emotional regime oder emotional style, und solche, die die kulturelle Übersetzung und Vermittlung von Gefühlen reflektieren wie emotional broker oder emotional go-between.

### Einführung
- Jan Plamper, Geschichte und Gefühl. Grundlagen der Emotionsgeschichte, München: Siedler 2012.

### Forschungsberichte
- Susan J. Matt: Current Emotion Research in History: Or, Doing History from the Inside Out. In: Emotion Review 3, 1 (2011), S. 117–124.
- Bettina Hitzer: Emotionsgeschichte - ein Anfang mit Folgen. Forschungsbericht, in: H-Soz-u-Kult, 23. November 2011.
- Anna Wierzbicka: The „History of Emotions“ and the Future of Emotion Research. In: Emotion Review 2, 3 (2010), S. 269–273.
- Nina Verheyen: Geschichte der Gefühle, Version 1.0. in: Docupedia-Zeitgeschichte, 18. Juni 2010. Online auf docupedia.de.
- Barbara H. Rosenwein: Problems and Methods in the History of Emotions. In: Passions in Context: Journal of the History and Philosophy of the Emotions 1 (2010). Online auf www.passionsincontext.de. (PDF, Englisch; 325 kB).
- William M. Reddy: Historical Research on the Self and Emotions, in: Emotion Review 1, 4 (2009), S. 302–315.
- Florian Weber: Von der klassischen Affektenlehre zur Neurowissenschaft und zurück. Wege der Emotionsforschung in den Geistes- und Sozialwissenschaften, in: Neue Politische Literatur 53 (2008), S. 21–42.
- Daniela Saxer: Mit Gefühl handeln. Ansätze der Emotionsgeschichte. In: Traverse 14 (2007), S. 15–29. Online auf E-Periodica.ch.
- Alexandra Przyrembel: Sehnsucht nach Gefühlen. Zur Konjunktur der Emotionen in der Geschichtswissenschaft. In: L’homme 16 (2005), S. 116–124.
- Rüdiger Schnell: Historische Emotionsforschung. Eine mediävistische Standortbestimmung. In: Frühmittelalterliche Studien 38 (2004), S. 173–276.
- Hermann Boeschenstein: Deutsche Gefühlskultur. Studien zu ihrer dichterischen Gestaltung. I: Die Grundlagen (1770–1830). Bern 1954.
- Ute Frevert, Monique Scheer, Anne Schmidt, Pascal Eitler, Bettina Hitzer, Nina Verheyen, Benno Gammerl, Christian Bailey, Margrit Pernau: Gefühlswissen. Eine lexikalische Spurensuche in der Moderne. Campus, Frankfurt am Main 2011, ISBN 978-3-593-39389-6.

### Methodendiskussionen
- AHR Conversation: The Historical Study of Emotions, in: American Historical Review 117 (2012), S. 1487–1531: http://ahr.oxfordjournals.org/content/117/5/1487.full.pdf+html
- Frank Biess, Discussion Forum „History of Emotions“ (with Alon Confino, Ute Frevert, Uffa Jensen, Lyndal Roper, Daniela Saxer), in: German History 28 (2010), H. 1, S. 67–80
- Ruth Leys, The Ascent of Affect: Emotions Research and the History of Emotions, in: Blog of the Journal of the History of Ideas (2020). (online)
- Maren Lorenz: Tiefe Wunden. Gewalterfahrung in den Kriegen der Frühen Neuzeit, in: Ulrich Bielefeld/Heinz Bude/Bernd Greiner (Hg.): Gesellschaft – Gewalt – Vertrauen. Jan Philipp Reemtsma zum 60. Geburtstag, Hamburger Edition: Hamburg 2012, S. 332–354.
- Jan Plamper: Wie schreibt man die Geschichte der Gefühle? William Reddy, Barbara Rosenwein und Peter Stearns im Gespräch mit Jan Plamper. In: WerkstattGeschichte 54 (2010), S. 39–69 (pdf).

### Forschungszentren und -verbünde
- ARC Center of Excellence for the History of Emotions (1100-1800)
- Center for the History of Emotions, Max-Planck-Institut für Bildungsforschung, Berlin
- Queen Mary Centre for the History of the Emotions, London
- Les Émotions au Moyen Age (EMMA)
- CHEP: An International Network for the Cultural History of Emotions in Premodernity
- The Emotions Project: The Social and Cultural Construction of Emotions: The Greek Paradigm, Oxford
- Historia cultural del concimiento. Discursos, prácticas, representaciones (Kulturgeschichte des Wissens. Diskurse, Praktiken, Repräsentationen), Centro de Ciencias humanas y sociales, Madrid
- Exzellenzcluster „Languages of Emotion“, FU Berlin (nicht verlängert)

### Weitere Weblinks
- History of Emotions Blog
- Research Network: Sociology of Emotions
- Geschichte der Gefühle - Einblicke in die Forschung
- Nina Verheyen: Geschichte der Gefühle, Version 1.0, in Docupedia-Zeitgeschichte, 18. Juni 2010.